# Waleryj Zepkala

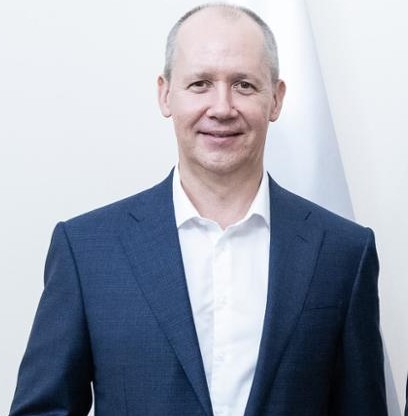
Waleryj Zepkala, 2020

Waleryj Wiljamawitsch Zepkala (belarussisch Валерый Вільямавіч Цэпкала, russisch Валерий Вильямович Цепкало ‚Waleri Wiljamowitsch Zepkalo‘; * 22. Februar 1965 in Hrodna, Weißrussische SSR) ist ein belarussischer Diplomat und Geschäftsmann.

## Leben
Zepkala war Botschafter in den USA und Mexiko. Bekannt wurde er als Gründer des Belarus Hi-Tech Park (HTP) in Minsk. Im Mai 2020 hat er angekündigt, für die Präsidentschaftswahl zu kandidieren. „Von den 160.000 Unterschriften, die der wirtschaftsliberale Kandidat einreichte, wurden von der Wahlkommission bisher nur 75.000 als gültig anerkannt – 100.000 wären nötig“, meldete die Wiener Zeitung am 10. Juli. Wie erwartet, wurde er von der Zentralen Wahlkommission nicht zugelassen. Zepkalas Ehefrau Weranika beschloss daraufhin den Wahlkampf der Oppositionskandidatin Swjatlana Zichanouskaja zu unterstützen. Zepkala selbst gab am 24. Juli bekannt, dass er sich mit seinen Söhnen nach Moskau abgesetzt habe, nachdem er Informationen über Pläne für seine Festnahme erhalten habe.
Später reiste er in die Ukraine. Am 15. August 2020 wurde bekannt, dass in Russland nach ihm gefahndet werde. Ihm wird vorgeworfen, eine Bestechung erhalten zu haben.
Im Oktober 2022 erkannte das belarussische Innenministerium eine Gruppe von Bürgern an, die sich unter der Führung von Waleryj Zepkala zusammenschloss, einschließlich seiner Websites und Seiten in sozialen Netzwerken, als extremistische Gruppe.
Am 7. April 2023 wurde Waleryj Zepkala von einem Gericht in Belarus in Abwesenheit zu 17 Jahren Gefängnis verurteilt.